# Маннинен, Отто
О́тто Ма́ннинен (фин. Otto Manninen; 13 августа 1872 , Кангасниеми, Великое княжество Финляндское, Российская империя — 6 апреля 1950, Хельсинки, Финляндия) — финский писатель
, поэт, переводчик, педагог, профессор Хельсинкского университета.
Один из пионеров финской поэзии начала XX века. Вместе с Эйно Лейно — видный представитель «золотого века» финского искусства периода 1880—1910 годов.

## Биография
Родился в крестьянской семье. До 1882 года учился в лицее, затем окончил университет в Гельсингфорсе и в 1897 году получил степень бакалавра философии. Работал преподавателем финского языка в альма матер. В 1925 стал профессором, почётным доктором философии (в 1927) и почётным доктором богословия (в 1942) Хельсинкского университета. В 1899–1900 годах совершил учебные поездки в Швецию, Германию, Францию и Италию.
Дебютировал со сборником стихов в возрасте 33 лет в 1905 году. Дистанцировался от роли типичного богемного поэта того времени и в основном держался в стороне от литературных дебатов и партийных политических позиций. Поэзия Отто Маннинена отличается отточенной и продуманной до конца формой, для его поэзии характерен рефлексивный лиризм в часто грамматически заострённой форме.
Переводил «Илиаду» и «Одиссею» Гомера, произведения Софокла, Еврипида, Мольера, И. В. фон Гёте, Г. Гейне, Г. Ибсена, Ш. Петефи, Й. Л. Рунеберга, З. Топелиуса и других.
С 1907 по 1909 год работал в Финском национальном театре. Был членом редакции нескольких научно-популярных изданий, в том числе энциклопедии Tietosanakirja (1909–1921),  председателем Национальный совет по литературе в течение почти пятнадцати лет. Во время Гражданской войны в Финляндии (1918) поддерживал законное правительство и был членом Белой гвардии.
В 1935—1937 годах — председатель общества «Калевала». Был первым председателем Финского ПЕН-клуба .